# Volta a Luxemburg 2024
La Volta a Luxemburg 2024, 84a edició de la Volta a Luxemburg, es disputà entre el 18 i el 22 de setembre de 2024 sobre un recorregut de 706,7 km repartits en cinc etapes. La cursa formava part del calendari de l'UCI ProSeries 2024, amb una categoria 2.Pro.
El vencedor final fou l'italià Antonio Tiberi (Bahrain Victorious), que fou acompanyat al podi per Mathieu van der Poel (Alpecin-Deceuninck) i David Gaudu (Groupama-FDJ), segon i tercer respectivament.

## Equips
En aquesta edició hi prenen part 19 equips, deu UCI WorldTeam, vuit UCI ProTeams i una selecció nacional.
| WorldTeams (10)- Movistar Team - Lidl-Trek - Decathlon-AG2R La Mondiale - EF Education-EasyPost - Alpecin-Deceuninck - UAE Team Emirates - Team Visma \| Lease a Bike - Soudal Quick-Step - Bahrain Victorious - Groupama-FDJ ProTeams (8)- Polti Kometa - TDT-Unibet - Team Flanders-Baloise - Lotto Dstny - Tudor Pro Cycling Team - Q36.5 Pro Cycling Team - TotalEnergies - Uno-X Mobility Equip nacional- Luxemburg |
| |

## Etapes
| Etapa    | Data      | Ciutats d'etapa                 | type                      | Distància (km) | Vencedor de l'etapa  | Líder de la general  |
| -------- | --------- | ------------------------------- | ------------------------- | -------------- | -------------------- | -------------------- |
| 1a etapa | 18 de set | Ciutat de Luxemburg – Luxemburg | etapa accidentada         | 158            | Mathieu van der Poel | Mathieu van der Poel |
| 2a etapa | 19 de set | Junglinster – Schifflange       | etapa accidentada         | 155            | Mads Pedersen        | Mathieu van der Poel |
| 3a etapa | 20 de set | Rouspert – Diekirch             | etapa accidentada         | 201,3          | Mauri Vansevenant    | Mauri Vansevenant    |
| 4a etapa | 21 de set | Differdange – Differdange       | contrarellotge individual | 15,5           | Juan Ayuso Pesquera  | Mathieu van der Poel |
| 5a etapa | 22 de set | Mersch – Luxemburg              | etapa accidentada         | 176,9          | David Gaudu          | Antonio Tiberi       |

### Etapa 1
| \| Classificació de l'etapa \| Classificació de l'etapa \| Classificació de l'etapa \| Classificació de l'etapa \| Classificació de l'etapa \| \| Corredor \| Corredor \| Equip \| Temps \| \| \| ------------------------ \| ------------------------ \| -------------------------- \| ------------------------ \| ------------------------ \| \| 1r \| Mathieu van der Poel \| Alpecin-Deceuninck \| 3h 46' 26" \| \| \| 2n \| Christophe Laporte \| Team Visma \\| Lease a Bike \| + 0" \| \| \| 3r \| Andreas Kron \| Lotto Dstny \| + 0" \| \| \| 4t \| Bart Lemmen \| Team Visma \\| Lease a Bike \| + 0" \| \| \| 5è \| Finn Fisher-Black \| UAE Team Emirates \| + 0" \| \| \| 6è \| Antonio Tiberi \| Bahrain Victorious \| + 0" \| \| \| 7è \| Wilco Kelderman \| Team Visma \\| Lease a Bike \| + 0" \| \| \| 8è \| Ruben Guerreiro \| Movistar Team \| + 0" \| \| \| 9è \| Jon Barrenetxea \| Movistar Team \| + 0" \| \| \| 10è \| Jordan Labrosse \| Decathlon-AG2R La Mondiale \| + 0" \| \| |                      |                            |            |
| |                      |                            |            |
| |                      |                            |            |
| Classificació de l'etapa |                      |                            |            |
| Corredor | Corredor             | Equip                      | Temps      |
| 1r | Mathieu van der Poel | Alpecin-Deceuninck         | 3h 46' 26" |
| 2n | Christophe Laporte   | Team Visma \| Lease a Bike | + 0"       |
| 3r | Andreas Kron         | Lotto Dstny                | + 0"       |
| 4t | Bart Lemmen          | Team Visma \| Lease a Bike | + 0"       |
| 5è | Finn Fisher-Black    | UAE Team Emirates          | + 0"       |
| 6è | Antonio Tiberi       | Bahrain Victorious         | + 0"       |
| 7è | Wilco Kelderman      | Team Visma \| Lease a Bike | + 0"       |
| 8è | Ruben Guerreiro      | Movistar Team              | + 0"       |
| 9è | Jon Barrenetxea      | Movistar Team              | + 0"       |
| 10è | Jordan Labrosse      | Decathlon-AG2R La Mondiale | + 0"       |

| \| Classificació general \| Classificació general \| Classificació general \| Classificació general \| Classificació general \| \| Corredor \| Corredor \| Equip \| Temps \| \| \| --------------------- \| --------------------- \| -------------------------- \| --------------------- \| --------------------- \| \| 1r \| Mathieu van der Poel \| Alpecin-Deceuninck \| 3h 46' 18" \| \| \| 2n \| Christophe Laporte \| Team Visma \\| Lease a Bike \| + 4" \| \| \| 3r \| Andreas Kron \| Lotto Dstny \| + 6" \| \| \| 4t \| Marc Hirschi \| UAE Team Emirates \| + 9" \| \| \| 5è \| Bart Lemmen \| Team Visma \\| Lease a Bike \| + 10" \| \| \| 6è \| Finn Fisher-Black \| UAE Team Emirates \| + 10" \| \| \| 7è \| Antonio Tiberi \| Bahrain Victorious \| + 10" \| \| \| 8è \| Wilco Kelderman \| Team Visma \\| Lease a Bike \| + 10" \| \| \| 9è \| Ruben Guerreiro \| Movistar Team \| + 10" \| \| \| 10è \| Jon Barrenetxea \| Movistar Team \| + 10" \| \| |                      |                            |            |
| |                      |                            |            |
| |                      |                            |            |
| Classificació general |                      |                            |            |
| Corredor | Corredor             | Equip                      | Temps      |
| 1r | Mathieu van der Poel | Alpecin-Deceuninck         | 3h 46' 18" |
| 2n | Christophe Laporte   | Team Visma \| Lease a Bike | + 4"       |
| 3r | Andreas Kron         | Lotto Dstny                | + 6"       |
| 4t | Marc Hirschi         | UAE Team Emirates          | + 9"       |
| 5è | Bart Lemmen          | Team Visma \| Lease a Bike | + 10"      |
| 6è | Finn Fisher-Black    | UAE Team Emirates          | + 10"      |
| 7è | Antonio Tiberi       | Bahrain Victorious         | + 10"      |
| 8è | Wilco Kelderman      | Team Visma \| Lease a Bike | + 10"      |
| 9è | Ruben Guerreiro      | Movistar Team              | + 10"      |
| 10è | Jon Barrenetxea      | Movistar Team              | + 10"      |

### Etapa 2
| \| Classificació de l'etapa \| Classificació de l'etapa \| Classificació de l'etapa \| Classificació de l'etapa \| Classificació de l'etapa \| \| Corredor \| Corredor \| Equip \| Temps \| \| \| ------------------------ \| ------------------------ \| -------------------------- \| ------------------------ \| ------------------------ \| \| 1r \| Mads Pedersen \| Lidl-Trek \| 3h 41' 27" \| \| \| 2n \| Mathieu van der Poel \| Alpecin-Deceuninck \| + 0" \| \| \| 3r \| Robin Froidevaux \| Tudor Pro Cycling Team \| + 0" \| \| \| 4t \| Christophe Laporte \| Team Visma \\| Lease a Bike \| + 0" \| \| \| 5è \| Fred Wright \| Bahrain Victorious \| + 0" \| \| \| 6è \| Mirco Maestri \| Team Polti Kometa \| + 0" \| \| \| 7è \| Ivo Oliveira \| UAE Team Emirates \| + 0" \| \| \| 8è \| Laurence Pithie \| Groupama-FDJ \| + 0" \| \| \| 9è \| Lorenzo Milesi \| Movistar Team \| + 0" \| \| \| 10è \| Antonio Tiberi \| Bahrain Victorious \| + 0" \| \| |                      |                            |            |
| |                      |                            |            |
| |                      |                            |            |
| Classificació de l'etapa |                      |                            |            |
| Corredor | Corredor             | Equip                      | Temps      |
| 1r | Mads Pedersen        | Lidl-Trek                  | 3h 41' 27" |
| 2n | Mathieu van der Poel | Alpecin-Deceuninck         | + 0"       |
| 3r | Robin Froidevaux     | Tudor Pro Cycling Team     | + 0"       |
| 4t | Christophe Laporte   | Team Visma \| Lease a Bike | + 0"       |
| 5è | Fred Wright          | Bahrain Victorious         | + 0"       |
| 6è | Mirco Maestri        | Team Polti Kometa          | + 0"       |
| 7è | Ivo Oliveira         | UAE Team Emirates          | + 0"       |
| 8è | Laurence Pithie      | Groupama-FDJ               | + 0"       |
| 9è | Lorenzo Milesi       | Movistar Team              | + 0"       |
| 10è | Antonio Tiberi       | Bahrain Victorious         | + 0"       |

| \| Classificació general \| Classificació general \| Classificació general \| Classificació general \| Classificació general \| \| Corredor \| Corredor \| Equip \| Temps \| \| \| --------------------- \| --------------------- \| -------------------------- \| --------------------- \| --------------------- \| \| 1r \| Mathieu van der Poel \| Alpecin-Deceuninck \| 7h 27' 39" \| \| \| 2n \| Christophe Laporte \| Team Visma \\| Lease a Bike \| + 10" \| \| \| 3r \| Andreas Kron \| Lotto Dstny \| + 12" \| \| \| 4t \| Marc Hirschi \| UAE Team Emirates \| + 12" \| \| \| 5è \| Carl Fredrik Hagen \| Q36.5 Pro Cycling Team \| + 13" \| \| \| 6è \| Idar Andersen \| Uno-X Mobility \| + 15" \| \| \| 7è \| Harry Sweeny \| EF Education-EasyPost \| + 15" \| \| \| 8è \| Antonio Tiberi \| Bahrain Victorious \| + 16" \| \| \| 9è \| Mirco Maestri \| Team Polti Kometa \| + 16" \| \| \| 10è \| Jon Barrenetxea \| Movistar Team \| + 16" \| \| |                      |                            |            |
| |                      |                            |            |
| |                      |                            |            |
| Classificació general |                      |                            |            |
| Corredor | Corredor             | Equip                      | Temps      |
| 1r | Mathieu van der Poel | Alpecin-Deceuninck         | 7h 27' 39" |
| 2n | Christophe Laporte   | Team Visma \| Lease a Bike | + 10"      |
| 3r | Andreas Kron         | Lotto Dstny                | + 12"      |
| 4t | Marc Hirschi         | UAE Team Emirates          | + 12"      |
| 5è | Carl Fredrik Hagen   | Q36.5 Pro Cycling Team     | + 13"      |
| 6è | Idar Andersen        | Uno-X Mobility             | + 15"      |
| 7è | Harry Sweeny         | EF Education-EasyPost      | + 15"      |
| 8è | Antonio Tiberi       | Bahrain Victorious         | + 16"      |
| 9è | Mirco Maestri        | Team Polti Kometa          | + 16"      |
| 10è | Jon Barrenetxea      | Movistar Team              | + 16"      |

### Etapa 3
| \| Classificació de l'etapa \| Classificació de l'etapa \| Classificació de l'etapa \| Classificació de l'etapa \| Classificació de l'etapa \| \| Corredor \| Corredor \| Equip \| Temps \| \| \| ------------------------ \| ------------------------ \| -------------------------- \| ------------------------ \| ------------------------ \| \| 1r \| Mauri Vansevenant \| Soudal Quick-Step \| 4h 53' 34" \| \| \| 2n \| Mathieu van der Poel \| Alpecin-Deceuninck \| + 41" \| \| \| 3r \| Marc Hirschi \| UAE Team Emirates \| + 41" \| \| \| 4t \| David Gaudu \| Groupama-FDJ \| + 41" \| \| \| 5è \| Bart Lemmen \| Team Visma \\| Lease a Bike \| + 41" \| \| \| 6è \| Nicolas Prodhomme \| Decathlon-AG2R La Mondiale \| + 41" \| \| \| 7è \| Andreas Kron \| Lotto Dstny \| + 41" \| \| \| 8è \| Wilco Kelderman \| Team Visma \\| Lease a Bike \| + 41" \| \| \| 9è \| Juan Ayuso Pesquera \| UAE Team Emirates \| + 41" \| \| \| 10è \| Antonio Tiberi \| Bahrain Victorious \| + 41" \| \| |                      |                            |            |
| |                      |                            |            |
| |                      |                            |            |
| Classificació de l'etapa |                      |                            |            |
| Corredor | Corredor             | Equip                      | Temps      |
| 1r | Mauri Vansevenant    | Soudal Quick-Step          | 4h 53' 34" |
| 2n | Mathieu van der Poel | Alpecin-Deceuninck         | + 41"      |
| 3r | Marc Hirschi         | UAE Team Emirates          | + 41"      |
| 4t | David Gaudu          | Groupama-FDJ               | + 41"      |
| 5è | Bart Lemmen          | Team Visma \| Lease a Bike | + 41"      |
| 6è | Nicolas Prodhomme    | Decathlon-AG2R La Mondiale | + 41"      |
| 7è | Andreas Kron         | Lotto Dstny                | + 41"      |
| 8è | Wilco Kelderman      | Team Visma \| Lease a Bike | + 41"      |
| 9è | Juan Ayuso Pesquera  | UAE Team Emirates          | + 41"      |
| 10è | Antonio Tiberi       | Bahrain Victorious         | + 41"      |

| \| Classificació general \| Classificació general \| Classificació general \| Classificació general \| Classificació general \| \| Corredor \| Corredor \| Equip \| Temps \| \| \| --------------------- \| --------------------- \| -------------------------- \| --------------------- \| --------------------- \| \| 1r \| Mauri Vansevenant \| Soudal Quick-Step \| 12h 21' 16" \| \| \| 2n \| Mathieu van der Poel \| Alpecin-Deceuninck \| + 32" \| \| \| 3r \| Marc Hirschi \| UAE Team Emirates \| + 45" \| \| \| 4t \| Andreas Kron \| Lotto Dstny \| + 50" \| \| \| 5è \| Harry Sweeny \| EF Education-EasyPost \| + 53" \| \| \| 6è \| Antonio Tiberi \| Bahrain Victorious \| + 54" \| \| \| 7è \| Davide Piganzoli \| Team Polti Kometa \| + 54" \| \| \| 8è \| Bart Lemmen \| Team Visma \\| Lease a Bike \| + 54" \| \| \| 9è \| Wilco Kelderman \| Team Visma \\| Lease a Bike \| + 54" \| \| \| 10è \| David Gaudu \| Groupama-FDJ \| + 54" \| \| |                      |                            |             |
| |                      |                            |             |
| |                      |                            |             |
| Classificació general |                      |                            |             |
| Corredor | Corredor             | Equip                      | Temps       |
| 1r | Mauri Vansevenant    | Soudal Quick-Step          | 12h 21' 16" |
| 2n | Mathieu van der Poel | Alpecin-Deceuninck         | + 32"       |
| 3r | Marc Hirschi         | UAE Team Emirates          | + 45"       |
| 4t | Andreas Kron         | Lotto Dstny                | + 50"       |
| 5è | Harry Sweeny         | EF Education-EasyPost      | + 53"       |
| 6è | Antonio Tiberi       | Bahrain Victorious         | + 54"       |
| 7è | Davide Piganzoli     | Team Polti Kometa          | + 54"       |
| 8è | Bart Lemmen          | Team Visma \| Lease a Bike | + 54"       |
| 9è | Wilco Kelderman      | Team Visma \| Lease a Bike | + 54"       |
| 10è | David Gaudu          | Groupama-FDJ               | + 54"       |

### Etapa 4
| \| Classificació de l'etapa \| Classificació de l'etapa \| Classificació de l'etapa \| Classificació de l'etapa \| Classificació de l'etapa \| \| Corredor \| Corredor \| Equip \| Temps \| \| \| ------------------------ \| ------------------------ \| ------------------------ \| ------------------------ \| ------------------------ \| \| 1r \| Juan Ayuso Pesquera \| UAE Team Emirates \| 19' 11" \| \| \| 2n \| Antonio Tiberi \| Bahrain Victorious \| + 7" \| \| \| 3r \| Mads Pedersen \| Lidl-Trek \| + 11" \| \| \| 4t \| Marc Hirschi \| UAE Team Emirates \| + 14" \| \| \| 5è \| Mathieu van der Poel \| Alpecin-Deceuninck \| + 19" \| \| \| 6è \| Felix Großschartner \| UAE Team Emirates \| + 20" \| \| \| 7è \| Lorenzo Milesi \| Movistar Team \| + 20" \| \| \| 8è \| Quinn Simmons \| Lidl-Trek \| + 26" \| \| \| 9è \| Harry Sweeny \| EF Education-EasyPost \| + 26" \| \| \| 10è \| Alex Kirsch \| Lidl-Trek \| + 31" \| \| |                      |                       |         |
| |                      |                       |         |
| |                      |                       |         |
| Classificació de l'etapa |                      |                       |         |
| Corredor | Corredor             | Equip                 | Temps   |
| 1r | Juan Ayuso Pesquera  | UAE Team Emirates     | 19' 11" |
| 2n | Antonio Tiberi       | Bahrain Victorious    | + 7"    |
| 3r | Mads Pedersen        | Lidl-Trek             | + 11"   |
| 4t | Marc Hirschi         | UAE Team Emirates     | + 14"   |
| 5è | Mathieu van der Poel | Alpecin-Deceuninck    | + 19"   |
| 6è | Felix Großschartner  | UAE Team Emirates     | + 20"   |
| 7è | Lorenzo Milesi       | Movistar Team         | + 20"   |
| 8è | Quinn Simmons        | Lidl-Trek             | + 26"   |
| 9è | Harry Sweeny         | EF Education-EasyPost | + 26"   |
| 10è | Alex Kirsch          | Lidl-Trek             | + 31"   |

| \| Classificació general \| Classificació general \| Classificació general \| Classificació general \| Classificació general \| \| Corredor \| Corredor \| Equip \| Temps \| \| \| --------------------- \| --------------------- \| -------------------------- \| --------------------- \| --------------------- \| \| 1r \| Mathieu van der Poel \| Alpecin-Deceuninck \| 12h 41' 18" \| \| \| 2n \| Juan Ayuso Pesquera \| UAE Team Emirates \| + 3" \| \| \| 3r \| Mauri Vansevenant \| Soudal Quick-Step \| + 3" \| \| \| 4t \| Marc Hirschi \| UAE Team Emirates \| + 8" \| \| \| 5è \| Antonio Tiberi \| Bahrain Victorious \| + 10" \| \| \| 6è \| Harry Sweeny \| EF Education-EasyPost \| + 28" \| \| \| 7è \| David Gaudu \| Groupama-FDJ \| + 39" \| \| \| 8è \| Davide Piganzoli \| Team Polti Kometa \| + 46" \| \| \| 9è \| Mats Wenzel \| Lidl-Trek Future Racing \| + 57" \| \| \| 10è \| Wilco Kelderman \| Team Visma \\| Lease a Bike \| + 1' 02" \| \| |                      |                            |             |
| |                      |                            |             |
| |                      |                            |             |
| Classificació general |                      |                            |             |
| Corredor | Corredor             | Equip                      | Temps       |
| 1r | Mathieu van der Poel | Alpecin-Deceuninck         | 12h 41' 18" |
| 2n | Juan Ayuso Pesquera  | UAE Team Emirates          | + 3"        |
| 3r | Mauri Vansevenant    | Soudal Quick-Step          | + 3"        |
| 4t | Marc Hirschi         | UAE Team Emirates          | + 8"        |
| 5è | Antonio Tiberi       | Bahrain Victorious         | + 10"       |
| 6è | Harry Sweeny         | EF Education-EasyPost      | + 28"       |
| 7è | David Gaudu          | Groupama-FDJ               | + 39"       |
| 8è | Davide Piganzoli     | Team Polti Kometa          | + 46"       |
| 9è | Mats Wenzel          | Lidl-Trek Future Racing    | + 57"       |
| 10è | Wilco Kelderman      | Team Visma \| Lease a Bike | + 1' 02"    |

### Etapa 5
| \| Classificació de l'etapa \| Classificació de l'etapa \| Classificació de l'etapa \| Classificació de l'etapa \| Classificació de l'etapa \| \| Corredor \| Corredor \| Equip \| Temps \| \| \| ------------------------ \| ------------------------ \| -------------------------- \| ------------------------ \| ------------------------ \| \| 1r \| David Gaudu \| Groupama-FDJ \| 4h 06' 03" \| \| \| 2n \| Quinn Simmons \| Lidl-Trek \| + 3" \| \| \| 3r \| Jordan Jegat \| TotalEnergies \| + 3" \| \| \| 4t \| Antonio Tiberi \| Bahrain Victorious \| + 3" \| \| \| 5è \| Mads Pedersen \| Lidl-Trek \| + 29" \| \| \| 6è \| Mathieu van der Poel \| Alpecin-Deceuninck \| + 29" \| \| \| 7è \| Juan Ayuso Pesquera \| UAE Team Emirates \| + 31" \| \| \| 8è \| Bastien Tronchon \| Decathlon-AG2R La Mondiale \| + 31" \| \| \| 9è \| Mauri Vansevenant \| Soudal Quick-Step \| + 31" \| \| \| 10è \| Marc Hirschi \| UAE Team Emirates \| + 31" \| \| |                      |                            |            |
| |                      |                            |            |
| |                      |                            |            |
| Classificació de l'etapa |                      |                            |            |
| Corredor | Corredor             | Equip                      | Temps      |
| 1r | David Gaudu          | Groupama-FDJ               | 4h 06' 03" |
| 2n | Quinn Simmons        | Lidl-Trek                  | + 3"       |
| 3r | Jordan Jegat         | TotalEnergies              | + 3"       |
| 4t | Antonio Tiberi       | Bahrain Victorious         | + 3"       |
| 5è | Mads Pedersen        | Lidl-Trek                  | + 29"      |
| 6è | Mathieu van der Poel | Alpecin-Deceuninck         | + 29"      |
| 7è | Juan Ayuso Pesquera  | UAE Team Emirates          | + 31"      |
| 8è | Bastien Tronchon     | Decathlon-AG2R La Mondiale | + 31"      |
| 9è | Mauri Vansevenant    | Soudal Quick-Step          | + 31"      |
| 10è | Marc Hirschi         | UAE Team Emirates          | + 31"      |

## Classificacions finals

### Classificació general
| \| Classificació general \| Classificació general \| Classificació general \| Classificació general \| Classificació general \| \| Corredor \| Corredor \| Equip \| Temps \| \| \| --------------------- \| --------------------- \| --------------------- \| --------------------- \| --------------------- \| \| 1r \| Antonio Tiberi \| Bahrain Victorious \| 16h 47' 34" \| \| \| 2n \| Mathieu van der Poel \| Alpecin-Deceuninck \| + 15" \| \| \| 3r \| David Gaudu \| Groupama-FDJ \| + 16" \| \| \| 4t \| Mauri Vansevenant \| Soudal Quick-Step \| + 19" \| \| \| 5è \| Juan Ayuso Pesquera \| UAE Team Emirates \| + 21" \| \| \| 6è \| Marc Hirschi \| UAE Team Emirates \| + 26" \| \| \| 7è \| Harry Sweeny \| EF Education-EasyPost \| + 46" \| \| \| 8è \| Jordan Jegat \| TotalEnergies \| + 54" \| \| \| 9è \| Davide Piganzoli \| Team Polti Kometa \| + 1' 04" \| \| \| 10è \| Mats Wenzel \| Luxemburg \| + 1' 15" \| \| |                      |                       |             |
| |                      |                       |             |
| Font: ProCyclingStats |                      |                       |             |
| Classificació general |                      |                       |             |
| Corredor | Corredor             | Equip                 | Temps       |
| 1r | Antonio Tiberi       | Bahrain Victorious    | 16h 47' 34" |
| 2n | Mathieu van der Poel | Alpecin-Deceuninck    | + 15"       |
| 3r | David Gaudu          | Groupama-FDJ          | + 16"       |
| 4t | Mauri Vansevenant    | Soudal Quick-Step     | + 19"       |
| 5è | Juan Ayuso Pesquera  | UAE Team Emirates     | + 21"       |
| 6è | Marc Hirschi         | UAE Team Emirates     | + 26"       |
| 7è | Harry Sweeny         | EF Education-EasyPost | + 46"       |
| 8è | Jordan Jegat         | TotalEnergies         | + 54"       |
| 9è | Davide Piganzoli     | Team Polti Kometa     | + 1' 04"    |
| 10è | Mats Wenzel          | Luxemburg             | + 1' 15"    |

| Classificació per punts | Classificació per punts | Classificació per punts    | Classificació per punts | Classificació per punts |
| Corredor                | Corredor                | Equip                      | Punts                   |                         |
| ----------------------- | ----------------------- | -------------------------- | ----------------------- | ----------------------- |
| 1r                      | Mathieu van der Poel    | Alpecin-Deceuninck         | 70 pts                  |                         |
| 2n                      | Mads Pedersen           | Lidl-Trek                  | 42 pts                  |                         |
| 3r                      | Antonio Tiberi          | Bahrain Victorious         | 37 pts                  |                         |
| 4t                      | Marc Hirschi            | UAE Team Emirates          | 34 pts                  |                         |
| 5è                      | David Gaudu             | Groupama-FDJ               | 31 pts                  |                         |
| 6è                      | Mauri Vansevenant       | Soudal Quick-Step          | 30 pts                  |                         |
| 7è                      | Juan Ayuso Pesquera     | UAE Team Emirates          | 27 pts                  |                         |
| 8è                      | Quinn Simmons           | Lidl-Trek                  | 20 pts                  |                         |
| 9è                      | Wilco Kelderman         | Team Visma \| Lease a Bike | 13 pts                  |                         |
| 10è                     | Jordan Jegat            | TotalEnergies              | 13 pts                  |                         |

| Classificació per punts | Classificació per punts | Classificació per punts    | Classificació per punts | Classificació per punts |
| Corredor                | Corredor                | Equip                      | Punts                   |                         |
| ----------------------- | ----------------------- | -------------------------- | ----------------------- | ----------------------- |
| 1r                      | Mathieu van der Poel    | Alpecin-Deceuninck         | 70 pts                  |                         |
| 2n                      | Mads Pedersen           | Lidl-Trek                  | 42 pts                  |                         |
| 3r                      | Antonio Tiberi          | Bahrain Victorious         | 37 pts                  |                         |
| 4t                      | Marc Hirschi            | UAE Team Emirates          | 34 pts                  |                         |
| 5è                      | David Gaudu             | Groupama-FDJ               | 31 pts                  |                         |
| 6è                      | Mauri Vansevenant       | Soudal Quick-Step          | 30 pts                  |                         |
| 7è                      | Juan Ayuso Pesquera     | UAE Team Emirates          | 27 pts                  |                         |
| 8è                      | Quinn Simmons           | Lidl-Trek                  | 20 pts                  |                         |
| 9è                      | Wilco Kelderman         | Team Visma \| Lease a Bike | 13 pts                  |                         |
| 10è                     | Jordan Jegat            | TotalEnergies              | 13 pts                  |                         |

| Classificació de la muntanya | Classificació de la muntanya | Classificació de la muntanya | Classificació de la muntanya | Classificació de la muntanya |
| Corredor                     | Corredor                     | Equip                        | Punts                        |                              |
| ---------------------------- | ---------------------------- | ---------------------------- | ---------------------------- | ---------------------------- |
| 1r                           | Pepijn Reinderink            | Soudal Quick-Step            | 26 pts                       |                              |
| 2n                           | Mauri Vansevenant            | Soudal Quick-Step            | 20 pts                       |                              |
| 3r                           | Louis Vervaeke               | Soudal Quick-Step            | 16 pts                       |                              |
| 4t                           | Johannes Kulset              | Uno-X Mobility               | 11 pts                       |                              |
| 5è                           | Johannes Staune-Mittet       | Team Visma \| Lease a Bike   | 10 pts                       |                              |
| 6è                           | Mattia Bais                  | Team Polti Kometa            | 10 pts                       |                              |
| 7è                           | Alexandre Kess               | Philippe Wagner-Bazin        | 9 pts                        |                              |
| 8è                           | Archie Ryan                  | EF Education-EasyPost        | 8 pts                        |                              |
| 9è                           | Davide Piganzoli             | Team Polti Kometa            | 5 pts                        |                              |
| 10è                          | Bastien Tronchon             | Decathlon-AG2R La Mondiale   | 5 pts                        |                              |

| Classificació de la muntanya | Classificació de la muntanya | Classificació de la muntanya | Classificació de la muntanya | Classificació de la muntanya |
| Corredor                     | Corredor                     | Equip                        | Punts                        |                              |
| ---------------------------- | ---------------------------- | ---------------------------- | ---------------------------- | ---------------------------- |
| 1r                           | Pepijn Reinderink            | Soudal Quick-Step            | 26 pts                       |                              |
| 2n                           | Mauri Vansevenant            | Soudal Quick-Step            | 20 pts                       |                              |
| 3r                           | Louis Vervaeke               | Soudal Quick-Step            | 16 pts                       |                              |
| 4t                           | Johannes Kulset              | Uno-X Mobility               | 11 pts                       |                              |
| 5è                           | Johannes Staune-Mittet       | Team Visma \| Lease a Bike   | 10 pts                       |                              |
| 6è                           | Mattia Bais                  | Team Polti Kometa            | 10 pts                       |                              |
| 7è                           | Alexandre Kess               | Philippe Wagner-Bazin        | 9 pts                        |                              |
| 8è                           | Archie Ryan                  | EF Education-EasyPost        | 8 pts                        |                              |
| 9è                           | Davide Piganzoli             | Team Polti Kometa            | 5 pts                        |                              |
| 10è                          | Bastien Tronchon             | Decathlon-AG2R La Mondiale   | 5 pts                        |                              |

| Classificació del millor jove | Classificació del millor jove | Classificació del millor jove | Classificació del millor jove | Classificació del millor jove |
| Corredor                      | Corredor                      | Equip                         | Temps                         |                               |
| ----------------------------- | ----------------------------- | ----------------------------- | ----------------------------- | ----------------------------- |
| 1r                            | Antonio Tiberi                | Bahrain Victorious            | 16h 47' 34"                   |                               |
| 2n                            | Mauri Vansevenant             | Soudal Quick-Step             | + 19"                         |                               |
| 3r                            | Juan Ayuso Pesquera           | UAE Team Emirates             | + 21"                         |                               |
| 4t                            | Jordan Jegat                  | TotalEnergies                 | + 54"                         |                               |
| 5è                            | Davide Piganzoli              | Team Polti Kometa             | + 1' 04"                      |                               |
| 6è                            | Mats Wenzel                   | Luxemburg                     | + 1' 15"                      |                               |
| 7è                            | Quinn Simmons                 | Lidl-Trek                     | + 1' 36"                      |                               |
| 8è                            | Pelayo Sánchez Mayo           | Movistar Team                 | + 1' 44"                      |                               |
| 9è                            | Jon Barrenetxea               | Movistar Team                 | + 2' 16"                      |                               |
| 10è                           | Idar Andersen                 | Uno-X Mobility                | + 2' 36"                      |                               |

| Classificació del millor jove | Classificació del millor jove | Classificació del millor jove | Classificació del millor jove | Classificació del millor jove |
| Corredor                      | Corredor                      | Equip                         | Temps                         |                               |
| ----------------------------- | ----------------------------- | ----------------------------- | ----------------------------- | ----------------------------- |
| 1r                            | Antonio Tiberi                | Bahrain Victorious            | 16h 47' 34"                   |                               |
| 2n                            | Mauri Vansevenant             | Soudal Quick-Step             | + 19"                         |                               |
| 3r                            | Juan Ayuso Pesquera           | UAE Team Emirates             | + 21"                         |                               |
| 4t                            | Jordan Jegat                  | TotalEnergies                 | + 54"                         |                               |
| 5è                            | Davide Piganzoli              | Team Polti Kometa             | + 1' 04"                      |                               |
| 6è                            | Mats Wenzel                   | Luxemburg                     | + 1' 15"                      |                               |
| 7è                            | Quinn Simmons                 | Lidl-Trek                     | + 1' 36"                      |                               |
| 8è                            | Pelayo Sánchez Mayo           | Movistar Team                 | + 1' 44"                      |                               |
| 9è                            | Jon Barrenetxea               | Movistar Team                 | + 2' 16"                      |                               |
| 10è                           | Idar Andersen                 | Uno-X Mobility                | + 2' 36"                      |                               |

| Classificació per equips | Classificació per equips   | Classificació per equips | Classificació per equips |
| Equip                    | Equip                      | Temps                    |                          |
| ------------------------ | -------------------------- | ------------------------ | ------------------------ |
| 1r                       | UAE Team Emirates          | 50h 27' 05"              |                          |
| 2n                       | Movistar Team              | + 30"                    |                          |
| 3r                       | Team Visma \| Lease a Bike | + 1' 33"                 |                          |
| 4t                       | Groupama-FDJ               | + 1' 57"                 |                          |
| 5è                       | EF Education-EasyPost      | + 3' 14"                 |                          |

| Classificació per equips | Classificació per equips   | Classificació per equips | Classificació per equips |
| Equip                    | Equip                      | Temps                    |                          |
| ------------------------ | -------------------------- | ------------------------ | ------------------------ |
| 1r                       | UAE Team Emirates          | 50h 27' 05"              |                          |
| 2n                       | Movistar Team              | + 30"                    |                          |
| 3r                       | Team Visma \| Lease a Bike | + 1' 33"                 |                          |
| 4t                       | Groupama-FDJ               | + 1' 57"                 |                          |
| 5è                       | EF Education-EasyPost      | + 3' 14"                 |                          |

## Evolució de les classificacions
| Etapa                  | Vencedor               | Classificació general | Classificació per punts | Classificació de la muntanya | Classificació dels joves | Classificació per equips |
| ---------------------- | ---------------------- | --------------------- | ----------------------- | ---------------------------- | ------------------------ | ------------------------ |
| 1                      | Mathieu van der Poel   | Mathieu van der Poel  | Mathieu van der Poel    | Pepijn Reinderink            | Finn Fisher-Black        | Team Visma-Lease a Bike  |
| 2                      | Mads Pedersen          | Mathieu van der Poel  | Mathieu van der Poel    | Pepijn Reinderink            | Idar Andersen            | Team Visma-Lease a Bike  |
| 3                      | Mauri Vansevenant      | Mauri Vansevenant     | Mathieu van der Poel    | Pepijn Reinderink            | Mauri Vansevenant        | Team Visma-Lease a Bike  |
| 4                      | Juan Ayuso             | Mathieu van der Poel  | Mathieu van der Poel    | Pepijn Reinderink            | Juan Ayuso               | UAE Team Emirates        |
| 5                      | David Gaudu            | Antonio Tiberi        | Mathieu van der Poel    | Pepijn Reinderink            | Antonio Tiberi           | UAE Team Emirates        |
| Classificacions finals | Classificacions finals | Antonio Tiberi        | Mathieu van der Poel    | Pepijn Reinderink            | Antonio Tiberi           | UAE Team Emirates        |

## Llista de participants
| UAE Team Emirates UAD | UAE Team Emirates UAD     | UAE Team Emirates UAD |
| --------------------- | ------------------------- | --------------------- |
| Núm                   | Ciclista                  | Pos                   |
| 1                     | Marc Hirschi (SUI)        | 6è                    |
| 2                     | Ivo Oliveira (POR)        | 81è                   |
| 3                     | Juan Ayuso Pesquera (ESP) | 5è                    |
| 4                     | Finn Fisher-Black (NZL)   | 29è                   |
| 5                     | Felix Großschartner (AUT) | 37è                   |
| 6                     | Nils Politt (GER) (crono) | 68è                   |

| Alpecin-Deceuninck ADC | Alpecin-Deceuninck ADC            | Alpecin-Deceuninck ADC |
| ---------------------- | --------------------------------- | ---------------------- |
| Núm                    | Ciclista                          | Pos                    |
| 11                     | Mathieu van der Poel (NED) (ruta) | 2n                     |
| 12                     | Silvan Dillier (SUI)              | 78è                    |
| 13                     | Jimmy Janssens (BEL)              | NP-1                   |
| 14                     | Søren Kragh Andersen (DEN)        | NP-1                   |
| 15                     | Jente Michels (BEL)               | 55è                    |
| 16                     | Emiel Verstrynge (BEL)            | DNF-1                  |

| Bahrain Victorious TBV | Bahrain Victorious TBV  | Bahrain Victorious TBV |
| ---------------------- | ----------------------- | ---------------------- |
| Núm                    | Ciclista                | Pos                    |
| 21                     | Antonio Tiberi (ITA)    | 1r                     |
| 22                     | Robert Stannard (AUS)   | 64è                    |
| 23                     | Damiano Caruso (ITA)    | 32è                    |
| 24                     | Vlad Van Mechelen (BEL) | 85è                    |
| 25                     | Łukasz Wiśniowski (POL) | 86è                    |
| 26                     | Fred Wright (GBR)       | 38è                    |

| Decathlon-AG2R La Mondiale DAT | Decathlon-AG2R La Mondiale DAT | Decathlon-AG2R La Mondiale DAT |
| ------------------------------ | ------------------------------ | ------------------------------ |
| Núm                            | Ciclista                       | Pos                            |
| 31                             | Oscar Chamberlain (AUS)        | 82è                            |
| 32                             | Jaakko Hänninen (FIN) (ruta)   | 52è                            |
| 33                             | Jordan Labrosse (FRA)          | NP-3                           |
| 34                             | Nicolas Prodhomme (FRA)        | 14è                            |
| 35                             | Bastien Tronchon (FRA)         | 36è                            |
| 36                             | Andrea Vendrame (ITA)          | 43è                            |

| EF Education-EasyPost EFE | EF Education-EasyPost EFE               | EF Education-EasyPost EFE |
| ------------------------- | --------------------------------------- | ------------------------- |
| Núm                       | Ciclista                                | Pos                       |
| 41                        | Rui Alberto Faria da Costa (POR) (ruta) | 42è                       |
| 42                        | Esteban Chaves Rubio (COL)              | 28è                       |
| 43                        | Archie Ryan (IRL)                       | 30è                       |
| 44                        | Jack Rootkin-Gray (GBR)                 | 87è                       |
| 45                        | Jonas Rutsch (GER)                      | 48è                       |
| 46                        | Harry Sweeny (AUS)                      | 7è                        |

| Groupama-FDJ GFC | Groupama-FDJ GFC           | Groupama-FDJ GFC |
| ---------------- | -------------------------- | ---------------- |
| Núm              | Ciclista                   | Pos              |
| 51               | Kevin Geniets (LUX) (ruta) | 39è              |
| 52               | Laurence Pithie (NZL)      | 76è              |
| 53               | David Gaudu (FRA)          | 3r               |
| 54               | Valentin Madouas (FRA)     | 24è              |
| 55               | Rudy Molard (FRA)          | 34è              |
| 56               | Brieuc Rolland (FRA)       | DNF-5            |

| Lidl-Trek LTK | Lidl-Trek LTK                        | Lidl-Trek LTK |
| ------------- | ------------------------------------ | ------------- |
| Núm           | Ciclista                             | Pos           |
| 61            | Alex Kirsch (LUX)                    | 56è           |
| 62            | Julien Bernard (FRA)                 | DNF-5         |
| 63            | Amanuel Gebrezgabihier (ERI) (crono) | 62è           |
| 64            | Mads Pedersen (DEN)                  | 60è           |
| 65            | Mattias Skjelmose (DEN)              | DNF-2         |
| 66            | Quinn Simmons (USA)                  | 13è           |

| Movistar Team MOV | Movistar Team MOV         | Movistar Team MOV |
| ----------------- | ------------------------- | ----------------- |
| Núm               | Ciclista                  | Pos               |
| 71                | Lorenzo Milesi (ITA)      | 65è               |
| 72                | Ruben Guerreiro (POR)     | DNF-2             |
| 73                | Jon Barrenetxea (ESP)     | 17è               |
| 74                | William Barta (USA)       | 20è               |
| 75                | Davide Formolo (ITA)      | DQ-3              |
| 76                | Pelayo Sánchez Mayo (ESP) | 15è               |

| Soudal Quick-Step SOQ | Soudal Quick-Step SOQ   | Soudal Quick-Step SOQ |
| --------------------- | ----------------------- | --------------------- |
| Núm                   | Ciclista                | Pos                   |
| 81                    | Gianni Moscon (ITA)     | 83è                   |
| 82                    | Mauri Vansevenant (BEL) | 4t                    |
| 83                    | Louis Vervaeke (BEL)    | 67è                   |
| 84                    | Fausto Masnada (ITA)    | 53è                   |
| 85                    | Pepijn Reinderink (NED) | 41è                   |
| 86                    | Martin Svrček (SVK)     | DNF-1                 |

| Team Visma \| Lease a Bike TVL | Team Visma \| Lease a Bike TVL | Team Visma \| Lease a Bike TVL |
| ------------------------------ | ------------------------------ | ------------------------------ |
| Núm                            | Ciclista                       | Pos                            |
| 91                             | Tosh Van der Sande (BEL)       | 69è                            |
| 92                             | Christophe Laporte (FRA)       | DNF-5                          |
| 93                             | Wilco Kelderman (NED)          | 11è                            |
| 94                             | Bart Lemmen (NED)              | NP-5                           |
| 95                             | Johannes Staune-Mittet (NOR)   | 22è                            |
| 96                             | Tijmen Graat (NED)             | 23è                            |

| Lotto Dstny LTD | Lotto Dstny LTD             | Lotto Dstny LTD |
| --------------- | --------------------------- | --------------- |
| Núm             | Ciclista                    | Pos             |
| 101             | Logan Currie (NZL)          | DNF-5           |
| 102             | Harm Vanhoucke (BEL)        | 47è             |
| 103             | Andreas Kron (DEN)          | DNF-5           |
| 104             | Mathijs Paasschens (NED)    | 63è             |
| 105             | Johannes Adamietz (GER)     | 59è             |
| 106             | Jonas Gregaard Wilsly (DEN) | 45è             |

| Q36.5 Pro Cycling Team Q36 | Q36.5 Pro Cycling Team Q36  | Q36.5 Pro Cycling Team Q36 |
| -------------------------- | --------------------------- | -------------------------- |
| Núm                        | Ciclista                    | Pos                        |
| 111                        | Xabier Mikel Azparren (ESP) | 72è                        |
| 112                        | Mark Donovan (GBR)          | 50è                        |
| 113                        | Carl Fredrik Hagen (NOR)    | 26è                        |
| 114                        | Damien Howson (AUS)         | 49è                        |
| 115                        | Tobias Ludvigsson (SWE)     | 73è                        |
| 116                        | Szymon Sajnok (POL)         | 88è                        |

| TDT-Unibet TDT | TDT-Unibet TDT                    | TDT-Unibet TDT |
| -------------- | --------------------------------- | -------------- |
| Núm            | Ciclista                          | Pos            |
| 121            | Jordy Bouts (BEL)                 | 27è            |
| 122            | Cedrik Bakke Christophersen (NOR) | NP-2           |
| 123            | Hartthijs de Vries (NED)          | 25è            |
| 124            | Adrien Maire (FRA)                | DNF-5          |
| 125            | Andreas Stokbro (DEN)             | 57è            |
| 126            | Adam Ťoupalík (CZE)               | NP-3           |

| Team Flanders-Baloise TFB | Team Flanders-Baloise TFB | Team Flanders-Baloise TFB |
| ------------------------- | ------------------------- | ------------------------- |
| Núm                       | Ciclista                  | Pos                       |
| 131                       | Kamiel Bonneu (BEL)       |                           |
| 132                       | Toon Clynhens (BEL)       | 51è                       |
| 133                       | Aaron Van Poucke (BEL)    | DNF-2                     |
| 134                       | Victor Vercouillie (BEL)  | 80è                       |
| 135                       | Elias Maris (BEL)         | 33è                       |
| 136                       | Vincent Van Hemelen (BEL) | 66è                       |

| Team Polti Kometa PTK | Team Polti Kometa PTK  | Team Polti Kometa PTK |
| --------------------- | ---------------------- | --------------------- |
| Núm                   | Ciclista               | Pos                   |
| 141                   | Davide Bais (ITA)      | 54è                   |
| 142                   | Mattia Bais (ITA)      | 31è                   |
| 143                   | Giovanni Lonardi (ITA) | DNF-5                 |
| 144                   | Mirco Maestri (ITA)    | 16è                   |
| 145                   | Davide Piganzoli (ITA) | 9è                    |
| 146                   | Javier Serrano (ESP)   | 46è                   |

| TotalEnergies TEN | TotalEnergies TEN       | TotalEnergies TEN |
| ----------------- | ----------------------- | ----------------- |
| Núm               | Ciclista                | Pos               |
| 151               | Alan Jousseaume (FRA)   | 40è               |
| 152               | Jordan Jegat (FRA)      | 8è                |
| 153               | Pierre Latour (FRA)     | DNF-2             |
| 154               | Paul Ourselin (FRA)     | FC-1              |
| 155               | Anthony Turgis (FRA)    | DNF-5             |
| 156               | Alexis Vuillermoz (FRA) | 19è               |

| Tudor Pro Cycling Team TUD | Tudor Pro Cycling Team TUD | Tudor Pro Cycling Team TUD |
| -------------------------- | -------------------------- | -------------------------- |
| Núm                        | Ciclista                   | Pos                        |
| 161                        | Arthur Kluckers (LUX)      | DNF-3                      |
| 162                        | Marco Brenner (GER)        | NP-2                       |
| 163                        | Alexander Kamp (DEN)       | DNF-3                      |
| 164                        | Robin Froidevaux (SUI)     | 77è                        |
| 165                        | Michael Storer (AUS)       | 12è                        |
| 166                        | Roman Holzer (SUI)         | 75è                        |

| Uno-X Mobility UXM | Uno-X Mobility UXM         | Uno-X Mobility UXM |
| ------------------ | -------------------------- | ------------------ |
| Núm                | Ciclista                   | Pos                |
| 171                | Idar Andersen (NOR)        | 21è                |
| 172                | Odd Christian Eiking (NOR) | 18è                |
| 173                | Johannes Kulset (NOR)      | 61è                |
| 174                | Magnus Kulset (NOR)        | DNF-2              |
| 175                | Henrik Pedersen (DEN)      | 74è                |
| 176                | Magnus Cort Nielsen (DEN)  | 58è                |

| Luxemburg LUX | Luxemburg LUX      | Luxemburg LUX |
| ------------- | ------------------ | ------------- |
| Núm           | Ciclista           | Pos           |
| 181           | Bob Jungels        | 35è           |
| 182           | Alexandre Kess     | 79è           |
| 183           | Mathieu Kockelmann | 84è           |
| 184           | Noé Ury            | 71è           |
| 185           | Arno Wallenborn    | 44è           |
| 186           | Mats Wenzel        | 10è           |

| UAE Team Emirates UAD | UAE Team Emirates UAD     | UAE Team Emirates UAD |
| --------------------- | ------------------------- | --------------------- |
| Núm                   | Ciclista                  | Pos                   |
| 1                     | Marc Hirschi (SUI)        | 6è                    |
| 2                     | Ivo Oliveira (POR)        | 81è                   |
| 3                     | Juan Ayuso Pesquera (ESP) | 5è                    |
| 4                     | Finn Fisher-Black (NZL)   | 29è                   |
| 5                     | Felix Großschartner (AUT) | 37è                   |
| 6                     | Nils Politt (GER) (crono) | 68è                   |

| Alpecin-Deceuninck ADC | Alpecin-Deceuninck ADC            | Alpecin-Deceuninck ADC |
| ---------------------- | --------------------------------- | ---------------------- |
| Núm                    | Ciclista                          | Pos                    |
| 11                     | Mathieu van der Poel (NED) (ruta) | 2n                     |
| 12                     | Silvan Dillier (SUI)              | 78è                    |
| 13                     | Jimmy Janssens (BEL)              | NP-1                   |
| 14                     | Søren Kragh Andersen (DEN)        | NP-1                   |
| 15                     | Jente Michels (BEL)               | 55è                    |
| 16                     | Emiel Verstrynge (BEL)            | DNF-1                  |

| Bahrain Victorious TBV | Bahrain Victorious TBV  | Bahrain Victorious TBV |
| ---------------------- | ----------------------- | ---------------------- |
| Núm                    | Ciclista                | Pos                    |
| 21                     | Antonio Tiberi (ITA)    | 1r                     |
| 22                     | Robert Stannard (AUS)   | 64è                    |
| 23                     | Damiano Caruso (ITA)    | 32è                    |
| 24                     | Vlad Van Mechelen (BEL) | 85è                    |
| 25                     | Łukasz Wiśniowski (POL) | 86è                    |
| 26                     | Fred Wright (GBR)       | 38è                    |

| Decathlon-AG2R La Mondiale DAT | Decathlon-AG2R La Mondiale DAT | Decathlon-AG2R La Mondiale DAT |
| ------------------------------ | ------------------------------ | ------------------------------ |
| Núm                            | Ciclista                       | Pos                            |
| 31                             | Oscar Chamberlain (AUS)        | 82è                            |
| 32                             | Jaakko Hänninen (FIN) (ruta)   | 52è                            |
| 33                             | Jordan Labrosse (FRA)          | NP-3                           |
| 34                             | Nicolas Prodhomme (FRA)        | 14è                            |
| 35                             | Bastien Tronchon (FRA)         | 36è                            |
| 36                             | Andrea Vendrame (ITA)          | 43è                            |

| EF Education-EasyPost EFE | EF Education-EasyPost EFE               | EF Education-EasyPost EFE |
| ------------------------- | --------------------------------------- | ------------------------- |
| Núm                       | Ciclista                                | Pos                       |
| 41                        | Rui Alberto Faria da Costa (POR) (ruta) | 42è                       |
| 42                        | Esteban Chaves Rubio (COL)              | 28è                       |
| 43                        | Archie Ryan (IRL)                       | 30è                       |
| 44                        | Jack Rootkin-Gray (GBR)                 | 87è                       |
| 45                        | Jonas Rutsch (GER)                      | 48è                       |
| 46                        | Harry Sweeny (AUS)                      | 7è                        |

| Groupama-FDJ GFC | Groupama-FDJ GFC           | Groupama-FDJ GFC |
| ---------------- | -------------------------- | ---------------- |
| Núm              | Ciclista                   | Pos              |
| 51               | Kevin Geniets (LUX) (ruta) | 39è              |
| 52               | Laurence Pithie (NZL)      | 76è              |
| 53               | David Gaudu (FRA)          | 3r               |
| 54               | Valentin Madouas (FRA)     | 24è              |
| 55               | Rudy Molard (FRA)          | 34è              |
| 56               | Brieuc Rolland (FRA)       | DNF-5            |

| Lidl-Trek LTK | Lidl-Trek LTK                        | Lidl-Trek LTK |
| ------------- | ------------------------------------ | ------------- |
| Núm           | Ciclista                             | Pos           |
| 61            | Alex Kirsch (LUX)                    | 56è           |
| 62            | Julien Bernard (FRA)                 | DNF-5         |
| 63            | Amanuel Gebrezgabihier (ERI) (crono) | 62è           |
| 64            | Mads Pedersen (DEN)                  | 60è           |
| 65            | Mattias Skjelmose (DEN)              | DNF-2         |
| 66            | Quinn Simmons (USA)                  | 13è           |

| Movistar Team MOV | Movistar Team MOV         | Movistar Team MOV |
| ----------------- | ------------------------- | ----------------- |
| Núm               | Ciclista                  | Pos               |
| 71                | Lorenzo Milesi (ITA)      | 65è               |
| 72                | Ruben Guerreiro (POR)     | DNF-2             |
| 73                | Jon Barrenetxea (ESP)     | 17è               |
| 74                | William Barta (USA)       | 20è               |
| 75                | Davide Formolo (ITA)      | DQ-3              |
| 76                | Pelayo Sánchez Mayo (ESP) | 15è               |

| Soudal Quick-Step SOQ | Soudal Quick-Step SOQ   | Soudal Quick-Step SOQ |
| --------------------- | ----------------------- | --------------------- |
| Núm                   | Ciclista                | Pos                   |
| 81                    | Gianni Moscon (ITA)     | 83è                   |
| 82                    | Mauri Vansevenant (BEL) | 4t                    |
| 83                    | Louis Vervaeke (BEL)    | 67è                   |
| 84                    | Fausto Masnada (ITA)    | 53è                   |
| 85                    | Pepijn Reinderink (NED) | 41è                   |
| 86                    | Martin Svrček (SVK)     | DNF-1                 |

| Team Visma \| Lease a Bike TVL | Team Visma \| Lease a Bike TVL | Team Visma \| Lease a Bike TVL |
| ------------------------------ | ------------------------------ | ------------------------------ |
| Núm                            | Ciclista                       | Pos                            |
| 91                             | Tosh Van der Sande (BEL)       | 69è                            |
| 92                             | Christophe Laporte (FRA)       | DNF-5                          |
| 93                             | Wilco Kelderman (NED)          | 11è                            |
| 94                             | Bart Lemmen (NED)              | NP-5                           |
| 95                             | Johannes Staune-Mittet (NOR)   | 22è                            |
| 96                             | Tijmen Graat (NED)             | 23è                            |

| Lotto Dstny LTD | Lotto Dstny LTD             | Lotto Dstny LTD |
| --------------- | --------------------------- | --------------- |
| Núm             | Ciclista                    | Pos             |
| 101             | Logan Currie (NZL)          | DNF-5           |
| 102             | Harm Vanhoucke (BEL)        | 47è             |
| 103             | Andreas Kron (DEN)          | DNF-5           |
| 104             | Mathijs Paasschens (NED)    | 63è             |
| 105             | Johannes Adamietz (GER)     | 59è             |
| 106             | Jonas Gregaard Wilsly (DEN) | 45è             |

| Q36.5 Pro Cycling Team Q36 | Q36.5 Pro Cycling Team Q36  | Q36.5 Pro Cycling Team Q36 |
| -------------------------- | --------------------------- | -------------------------- |
| Núm                        | Ciclista                    | Pos                        |
| 111                        | Xabier Mikel Azparren (ESP) | 72è                        |
| 112                        | Mark Donovan (GBR)          | 50è                        |
| 113                        | Carl Fredrik Hagen (NOR)    | 26è                        |
| 114                        | Damien Howson (AUS)         | 49è                        |
| 115                        | Tobias Ludvigsson (SWE)     | 73è                        |
| 116                        | Szymon Sajnok (POL)         | 88è                        |

| TDT-Unibet TDT | TDT-Unibet TDT                    | TDT-Unibet TDT |
| -------------- | --------------------------------- | -------------- |
| Núm            | Ciclista                          | Pos            |
| 121            | Jordy Bouts (BEL)                 | 27è            |
| 122            | Cedrik Bakke Christophersen (NOR) | NP-2           |
| 123            | Hartthijs de Vries (NED)          | 25è            |
| 124            | Adrien Maire (FRA)                | DNF-5          |
| 125            | Andreas Stokbro (DEN)             | 57è            |
| 126            | Adam Ťoupalík (CZE)               | NP-3           |

| Team Flanders-Baloise TFB | Team Flanders-Baloise TFB | Team Flanders-Baloise TFB |
| ------------------------- | ------------------------- | ------------------------- |
| Núm                       | Ciclista                  | Pos                       |
| 131                       | Kamiel Bonneu (BEL)       |                           |
| 132                       | Toon Clynhens (BEL)       | 51è                       |
| 133                       | Aaron Van Poucke (BEL)    | DNF-2                     |
| 134                       | Victor Vercouillie (BEL)  | 80è                       |
| 135                       | Elias Maris (BEL)         | 33è                       |
| 136                       | Vincent Van Hemelen (BEL) | 66è                       |

| Team Polti Kometa PTK | Team Polti Kometa PTK  | Team Polti Kometa PTK |
| --------------------- | ---------------------- | --------------------- |
| Núm                   | Ciclista               | Pos                   |
| 141                   | Davide Bais (ITA)      | 54è                   |
| 142                   | Mattia Bais (ITA)      | 31è                   |
| 143                   | Giovanni Lonardi (ITA) | DNF-5                 |
| 144                   | Mirco Maestri (ITA)    | 16è                   |
| 145                   | Davide Piganzoli (ITA) | 9è                    |
| 146                   | Javier Serrano (ESP)   | 46è                   |

| TotalEnergies TEN | TotalEnergies TEN       | TotalEnergies TEN |
| ----------------- | ----------------------- | ----------------- |
| Núm               | Ciclista                | Pos               |
| 151               | Alan Jousseaume (FRA)   | 40è               |
| 152               | Jordan Jegat (FRA)      | 8è                |
| 153               | Pierre Latour (FRA)     | DNF-2             |
| 154               | Paul Ourselin (FRA)     | FC-1              |
| 155               | Anthony Turgis (FRA)    | DNF-5             |
| 156               | Alexis Vuillermoz (FRA) | 19è               |

| Tudor Pro Cycling Team TUD | Tudor Pro Cycling Team TUD | Tudor Pro Cycling Team TUD |
| -------------------------- | -------------------------- | -------------------------- |
| Núm                        | Ciclista                   | Pos                        |
| 161                        | Arthur Kluckers (LUX)      | DNF-3                      |
| 162                        | Marco Brenner (GER)        | NP-2                       |
| 163                        | Alexander Kamp (DEN)       | DNF-3                      |
| 164                        | Robin Froidevaux (SUI)     | 77è                        |
| 165                        | Michael Storer (AUS)       | 12è                        |
| 166                        | Roman Holzer (SUI)         | 75è                        |

| Uno-X Mobility UXM | Uno-X Mobility UXM         | Uno-X Mobility UXM |
| ------------------ | -------------------------- | ------------------ |
| Núm                | Ciclista                   | Pos                |
| 171                | Idar Andersen (NOR)        | 21è                |
| 172                | Odd Christian Eiking (NOR) | 18è                |
| 173                | Johannes Kulset (NOR)      | 61è                |
| 174                | Magnus Kulset (NOR)        | DNF-2              |
| 175                | Henrik Pedersen (DEN)      | 74è                |
| 176                | Magnus Cort Nielsen (DEN)  | 58è                |

| Luxemburg LUX | Luxemburg LUX      | Luxemburg LUX |
| ------------- | ------------------ | ------------- |
| Núm           | Ciclista           | Pos           |
| 181           | Bob Jungels        | 35è           |
| 182           | Alexandre Kess     | 79è           |
| 183           | Mathieu Kockelmann | 84è           |
| 184           | Noé Ury            | 71è           |
| 185           | Arno Wallenborn    | 44è           |
| 186           | Mats Wenzel        | 10è           |